# Sărnino, Dobrici
Sărnino (în bulgară Сърнино, în română Sernino) este un sat în comuna Gheneral-Toșevo, regiunea Dobrici, Dobrogea de Sud, Bulgaria. 
Între anii 1913-1940 a făcut parte din plasa Casim a județului Caliacra, România. 

## Demografie
Componența etnică a satului Sărnino
     Turci (9,67%)
     Bulgari (70,96%)
     Romi (16,12%)
     Nicio identificare (3,22%)
La recensământul din 2011, populația satului Sărnino era de 62 locuitori. Din punct de vedere etnic, majoritatea locuitorilor (70,96%) erau bulgari, existând și minorități de romi (16,12%) și turci (9,67%). Pentru 3,22% din locuitori nu este cunoscută apartenența etnică.